# Abbaye de Chauny
L'abbaye Sainte-Marie de Chauny est une ancienne abbaye de chanoines réguliers de saint Augustin située à Chauny dans l'Aisne qui occupait le lieu où est bâtie l'église Notre-Dame et les terrains avoisinants.

## Histoire
Simon Ier de Vermandois, évêque de Noyon, établit des chanoines réguliers de saint Augustin pour desservir l'église Notre-Dame de Chauny. L'abbaye de Chauny est unie a celle de la congrégation d'Arrouaise et en adopte la règle.
Simon de Vermandois autorise les chanoines réguliers de Chauny à transférer le siège de leur établissement dans un lieu appelé Saint-Eloi-Fontaine ou les Fontaines-Saint-Eloi, dépendant de Commenchon. La maison de ces religieux quitte le nom d'abbaye de Sainte-Marie de Chauny, sous lequel elle avait pris naissance, avant l'année 1130 et adopte celui de Saint-Eloi-Fontaine et, plus tard, celui de Commenchon.
L'abbaye de Saint-Éloi-Fontaine est consacrée, le 17 octobre 1206, sous le vocable de Saint Éloi-Fontaine ;  la collégiale de Chauny devient alors prieuré de Saint Éloi-Fontaine.
Le prieuré des Augustins de Notre-Dame de Chauny est occupé en 1639 par des Génovéfains, de la Congrégation de Sainte Geneviève

## Abbés
d'après Poissonnier.
- ~1130 : Baudouin I de Boulogne, premier abbé de Sainte-Marie de Chauny, devient, plus tard, abbé de Châtillon-sur-Seine, puis évêque de Noyon, en 1148.
- ~1135 : Adulphe ou Alulphe, archidiacre de Thérouane, chargé d'opérer la translation de l'abbaye de Chauny à Saint-Éloi-Fontaine

## Droit de patronage et dîmage
L'abbaye a le droit d'élire et de pourvoir aux cures des églises dont elle est patron, de prêtres qu'elle présente à l'ordination de l'évêque diocésain. C'est le droit de patronage, de présentation à l’évêque et de nomination d'un desservant aux églises ou cures (paroisses) où elle percevait les grosses dîmes : des cures de Jussy, d'Eliscourt ou Guyencourt (près de Genlis, de la cure de Seleigne, aux portes de Chauny, Béthancourt-en-Vaux, Neuflieux, Hondelcourt,

## Patrimoine foncier
Elle reçut, en 1134, de Raoul Ier, comte de Vermandois et des seigneurs de Vendeuil, de Montescourt, de Clastres et autres, divers immeubles sur Capone et Benay. Raoul de Vermandois approuve une donation faite par Walterus (Wautier ou Gauthier), fils de Wérenfride et sa femme, surnommée Béate, du domaine de Roulcourt ou Rocourt, proche de Saint-Quentin, et de dîmes sur Capone et Benay et la donation faite à l'abbaye, par Godefroy Wautier de Viry, d'un cens à prendre sur les pâtures de Viry.

## Héraldique
| Blason de Abbaye de Chauny | Blason  | D'azur au château à trois tours d'or, ajouré de sable, accompagné de six fleurs de lys du deuxième, trois sur chaque flanc, rangées en pal. DeviseTutentur. Lilia. Turres.                                                                          |
| Blason de Abbaye de Chauny | Détails | - L'abbaye de Saint-Éloi-Fontaine avait pour devise: Les lys protègent les tours et pour armoiries : Un château à trois tours et six fleurs de lys, identiques à celles de la collégiale de Chauny, qui devenait alors prieuré de St Éloi-Fontaine. |